# Guglielmo Pinchon
Guglielmo Pinchon (in francese Guillaume Pinchon; Saint-Alban, 1180 circa – Saint-Brieuc, tra il 1234 e il 1241) è stato un vescovo cattolico e santo francese, venerato come santo dalla Chiesa cattolica.
Fu vescovo di Saint-Brieuc dal 1220 fino alla sua morte, ma fece una breve parentesi a Poitiers dove sostituì il vescovo.

## Biografia

### Le origini e i primi anni da sacerdote
Contemporaneo di san Francesco e di san Luigi IX, nacque attorno al 1180 a Saint-Alban, paese della diocesi di Saint-Brieuc, nella Côtes-du-Nord. La sua era una famiglia modesta, ma che comunque gli diede un'accurata educazione. Attratto dalla vita ecclesiastica, compì i suoi studi nella città episcopale di Saint-Brieuc, dove il governatore Gossellino prima gli diede gli ordini minori, ed in seguito arrivò ad ospitarlo a casa sua per educarlo fino a consacrarlo diacono e sacerdote. Anche i successori di Grossellino, Pietro V e Silvestre lo vollero tenere vicino per un compito non conosciuto; intanto divenne canonico della chiesa metropolitana di Tours, ma non si sa se visse in quella città.

### Vescovo di Saint-Breuc
Dopo la morte di Silvestre nel 1220, Pinchon venne eletto suo successore grazie alla grande considerazione che il clero e il popolo nutrivano nei suoi confronti. In quel momento, la Chiesa in Bretagna veniva oppressa dal duca Pietro Mauclerc, originario di Dreux; Guglielmo non venne mai a compromessi con lui. Nominato vescovo, si impegnò molto per i poveri, e, non contento delle donazioni che essi ricevevano dal suo elemosiniere, si occupava egli stesso di fare la carità, portando una borsa piena di soldi onde evitare di non poter aiutare qualche povero; inoltre, faceva distribuire ai poveri gli avanzi della sua mensa, vigilando che la distribuzione fosse equa e provvedendo a far portare altro cibo se i poveri erano numerosi. Dimostrava grande umiltà mentre aiutava il prossimo: infatti, una volta aiutò a preparare il cibo per i poveri e i malati inginocchiandosi egli stesso per terra e soffiando sul fuoco. A causa della sua carica di vescovo, Guglielmo spesso doveva partecipare a banchetti; egli però mangiava sempre poco. Si sottoponeva anche a dure penitenze.

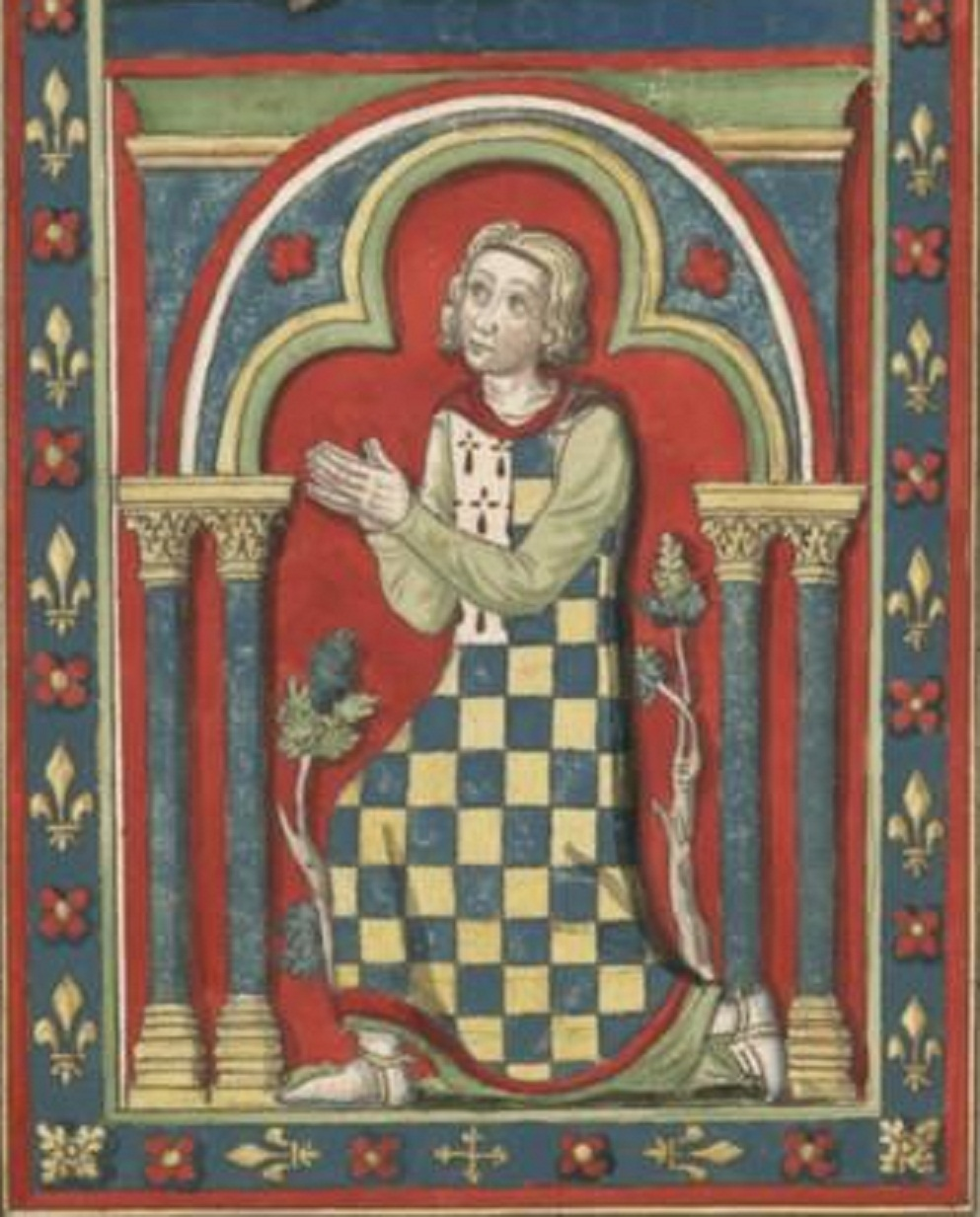
Pietro I di Bretagna, al secolo Pierre Mauclerc

Si narra di un miracolo che egli fece ad una donna idropica. Quella donna gli chiese l'elemosina, e Pinchon, oltre a darle i soldi, al momento del pasto mandò un messo a darle il piatto migliore della sua mensa. L'uomo la trovò a letto in preda ai dolori; san Guglielmo, appreso ciò, andò in chiesa a pregare e piangere per lei fino a quando non gli venne riferito che l'idropica era perfettamente guarita.

#### La guerra

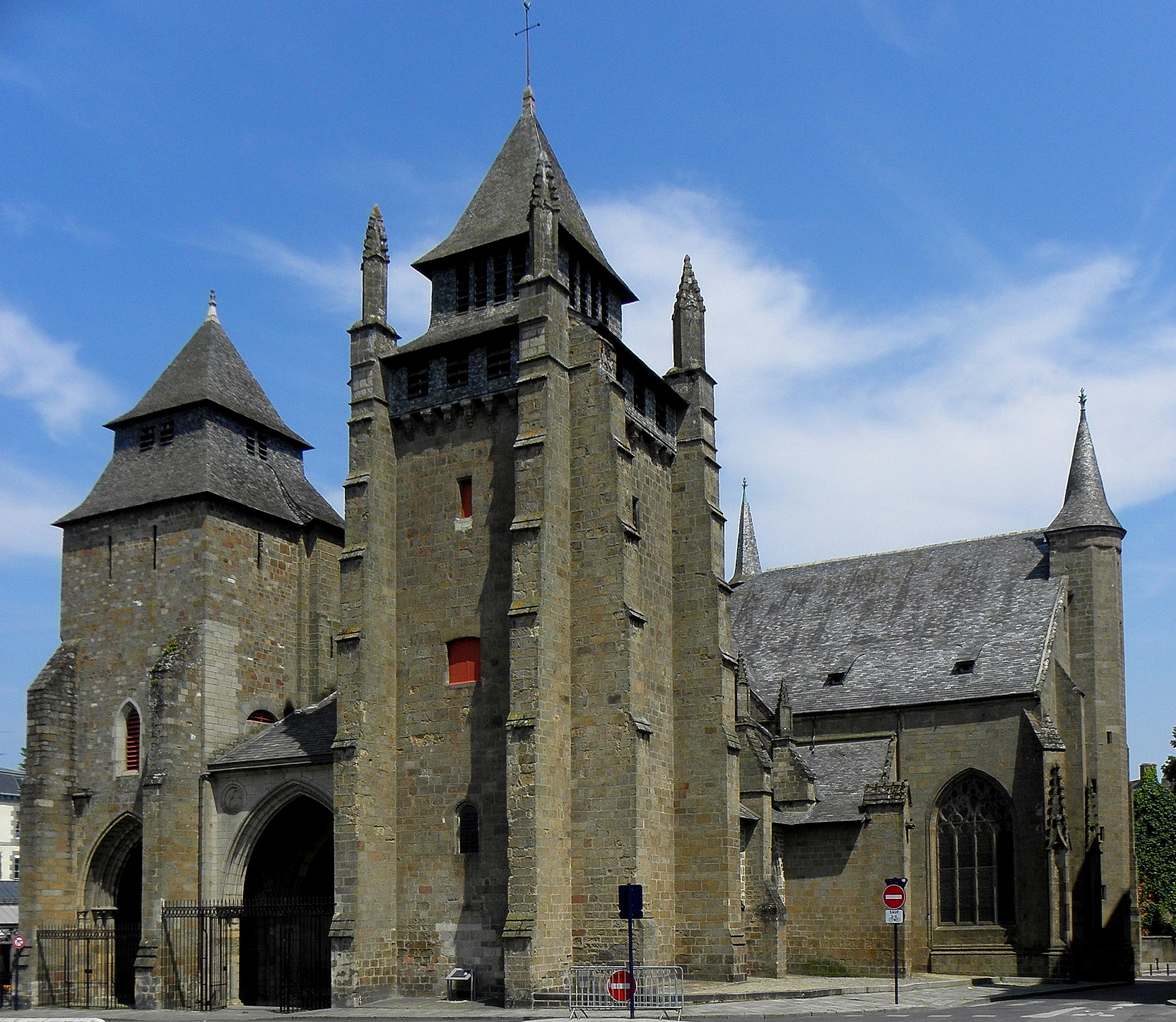
La cattedrale di Saint-Brieuc, di cui san Guglielmo Pinchon è considerato il fondatore

Poco prima del 1230, iniziò nella Bretagna una guerra tra francesi e bretoni. La città di Saint-Brieuc, sprovvista di mura, venne più volte saccheggiata da ambedue le fazioni. Pinchon ugualmente continuò nella sua opera di bene, tanto da comparire spesso tra le bande armate per salvere delle vite; spesso venne dileggiato e minacciato di morte. Il duca Pietro I di Bretagna, affermando di rendere maggiormente conforme al Vangelo la Chiesa bretone, voleva usurparne i beni, e san Guglielmo fu costretto all'esilio, assieme ai vescovi delle diocesi di Rennes e di Tréguier. Egli si rifugiò a Poitiers, dove sostituì il vescovo, malato, su richiesta dello stesso. Grazie all'intervento del papa Gregorio IX, Guglielmo poté tornare a Saint-Brieuc, dove continuò la costruzione della cattedrale della città.

### La morte e l'elevazione agli altari
Del santo è conosciuta la data della morte, il 29 luglio, ma non l'anno, che è compreso tra il 1234 e il 1241; il suo successore fu il vescovo Filippo. Questi, due anni dopo la morte di Guglielmo, per continuare i lavori alla cattedrale di Saint-Brieuc dovette esumare la salma del predecessore; il cadavere emanava un buon odore ed era intatto, e venne visto dal clero e dal popolo. Dopo l'esumazione, accorsero molti pellegrini a Saint-Brieuc, e, sul sepolcro di Guglielmo, avvennero diversi miracoli. Le offerte dei pellegrini permisero di finire presto la costruzione della cattedrale.
La notizia dei miracoli compiuti dal santo arrivò ad Innocenzo IV grazie al vescovo Filippo; dopo aver mandato un cardinale in Bretagna ad indagare sugli avvenimenti, il pontefice canonizzò Guglielmo nel 1247. La sua ricorrenza cade il 29 luglio, il giorno della morte del vescovo.